# Maria Schell
Maria Schell (15. ledna 1926 Vídeň, Rakousko – 26. dubna 2005 Preitenegg, Rakousko) byla rakouská herečka, sestra herce Maximiliana Schella. Svou filmovou kariéru zahájila v roce 1942 filmem Steibruch. V roce 1958 hrála v americkém filmu Bratři Karamazovi a následně se vrátila zpět do Evropy, kde natočila řadu dalších filmů. Zemřela na zápal plic ve svých devětasedmdesáti letech.

## Vyznamenání
- Čestný kříž Za vědu a umění I. třídy (2002, Rakousko)[1]